# 이철휘
이철휘(李哲徽, 1954년 1월 13일 ~ )는 대한민국의 대학 교수이자 예비역 대한민국 육군 대장이다.

## 생애
경기도 포천에서 출생하였고 지난날 한때 경기도 광주에서 잠시 유아기를 보낸 적이 있으며 그 후 경기도 연천에서 잠시 유년기를 보낸 적이 있는 그는 1958년 5세 때 경기도 포천에 귀향하여 이후 줄곧 경기도 포천에서 성장하였고 1975년 명지대 ROTC 13기로 대한민국 육군 소위 임관, ROTC 출신으로 유례가 드물게 대장까지 진급한 전설적인 인물이다. 제2작전사령부 사령관을 역임하고 2011년 4월 육군 대장으로 예편했다. 명지대학교, 가천대학교 등에서 교수 재직 후 현재 사단법인 긍정의힘교육문화연구회 이사장으로 활동 중이다.  

## 학력
- 포천외북국민학교
- 포천중학교
- ~ 1971 포천종합고등학교
- ~ 1975 명지대학교 전자공학과
- ~ 1978 육군보병학교OBC
- ~ 1981 육군보병학교OAC
- ~ 1984 동국대학교 행정대학원 행정학 석사
- ~ 2012 명지대학교 경영대학원 경영학 박사과정

### 비학위 수료
- 2002 명지대학교 경영대학원 최고경영자과정 수료

### 명예 박사 학위
- 2010 용인대학교  명예 행정학 박사

## 경력
- 1975.02: 육군 소위 임관
- 1975.03 ~ 1980 육군 제7사단 5연대 소대장, 중대장
- 2004.05 ~ 2006.05: 육군 제52사단장 (육군 소장)
- 2006.05 ~ 2006.11: 육군 제5군단 부군단장
- 2006.11 ~ 2007.11: 육군 제3야전군사령부 참모장
- 2007.11 ~ 2009.09: 육군 제8군단장 (육군 중장)
- 2009.09 ~ 2011.04: 육군 제2작전사령관 (육군 대장)
- 2012.10 ~ 2015.08: 가천대학교 초빙교수
- 명지대학교 초빙교수
- 대진대학교 겸임교수
- 동국대학교 전임강사
- 사단법인 긍정의힘교육문화연구회 이사장
- 자유한국당 국방외교행정특보위원(2017년 3월 16일)
- 자유한국당 탈당(2017년 7월 13일)
- 2018.02 ~ : 더불어민주당 입당
- 2018.03 ~ : 더불어민주당 경기도당 포천시·가평시 지역위원장
- 2020.09 ~ : 더불어민주당 국방안보특별위원회 위원장

## 역대 선거 결과
| 실시년도 | 선거   | 대수 | 직책     | 선거구             | 정당         | 득표수    | 득표율          | 순위 | 당락 | 비고 |
| -------- | ------ | ---- | -------- | ------------------ | ------------ | --------- | --------------- | ---- | ---- | ---- |
| 2020년   | 총선   | 21대 | 국회의원 | 경기 포천시·가평군 | 더불어민주당 | 50,875 표 | \| \| 46.68% \| | 2위  | 낙선 |      |
|          | 46.68% |      |          |                    |              |           |                 |      |      |      |